# 포격

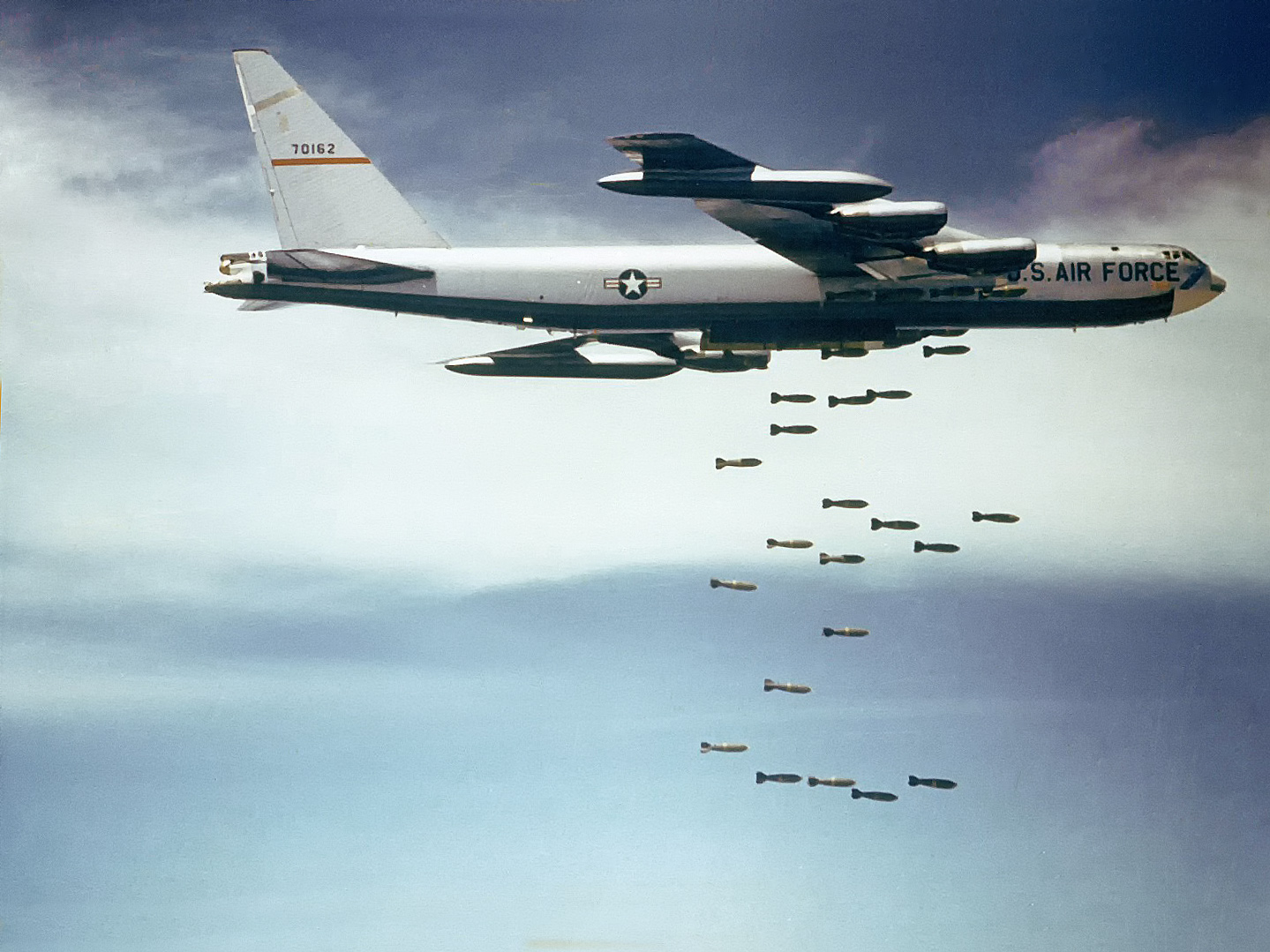

포격전(砲擊戰) 또는 포격(砲擊)은 양측의 군대가 야포, 박격포 등의 포로 교전을 벌이는 것을 뜻한다. 포격전에서는 여러 종류의 포가 동원되며, 공군기가 동원되어 폭격을 감행하기도 한다.
유명한 사례로는 진먼포격전과 연평도 포격 등이 있으며, 특히 진먼포격전에서는 다량의 포탄이 사용된 것으로 유명하다.